# (2826) Ahti
(2826) Ahti – planetoida należąca do zewnętrznej części pasa głównego asteroid okrążająca Słońce w ciągu 5 lat i 293 dni w średniej odległości 3,23 j.a. Została odkryta 18 października 1939 roku w obserwatorium w Turku przez Yrjö Väisälä. Nazwa planetoidy pochodzi od Ahti, boga morza w mitologii fińskiej. Przed nadaniem nazwy planetoida nosiła oznaczenie tymczasowe (2826) 1939 UJ.